# سیارک ۸۲۰۶
سیارک ۸۲۰۶ (به انگلیسی: 8206 Masayuki، نامگذاری:1994WK1) هشت هزار و دویست و ششمین سیارک کشف شده‌است که در ۲۷ نوامبر ۱۹۹۴ کشف شد.
قدر مطلق سیارک برابر ۱۸.۶ است.